# 霍利諾爾 (特拉華州)
霍利諾爾（英語：Holly Knoll）是位於美國特拉華州紐卡斯爾縣的一個非建制地區。該地的面積和人口皆未知。

## 地理
霍利諾爾的座標為39°47′18″N 75°42′14″W / 39.78833°N 75.70389°W，而該地的平均海拔高度為103米（即338英尺）。